# ألدو دا روزا
ألدو دا روزا (بالبرتغالية: Aldo da Rosa) هو أستاذ جامعي ومهندس برازيلي، ولد في 15 نوفمبر 1917 في فلوريانوبوليس في البرازيل، وتوفي في 8 يونيو 2015 في بالو ألتو في الولايات المتحدة.